# Eonatator
Eonatator é um gênero extinto de lagarto marinho pertencente à família dos mosassauros. É um parente próximo do Halisaurus e parte da mesma subfamília, os Halisaurinae. É conhecido desde o Cretáceo Superior da América do Norte, Colômbia e Suécia. Originalmente, este táxon foi incluído em Halisaurus, mas foi colocado em seu próprio gênero, o que também levou à criação da subfamília Halisaurinae para os dois gêneros.

## Descoberta
Eonatator é conhecido pelo membro Smoky Hill Chalk da Formação Niobrara Chalk (Coniaciano Superior ao Campaniano Inferior) do Kansas, from the Kristianstad Basin of southern Sweden (late early Campanian), da Formação Eutaw (Santoniano) e da Formação Mooreville Chalk (Grupo Selma; Santoniano-Baixa Campaniano) do Alabama (Estados Unidos), da Bacia de Kristianstad, no sul da Suécia (final do início da Campaniano),[4] e da unidade Nivel de Lutitas y Arenas (Campaniano) do Grupo Olini em La Mesa, Colômbia.
O nome Eonatator significa "nadador do alvorescer" (grego eos = alvorescer + latim natator = nadador). Originalmente, continha apenas uma única espécie, E. sternbergii.  A espécie foi nomeada em homenagem a Charles H. Sternberg e seu filho, Levi, que descobriram o espécime-tipo no Niobrara Chalk durante o verão de 1918. Uma segunda espécie, E. coellensis, foi nomeada em homenagem à cidade de Coello, no departamento de Tolima, na Colômbia, perto da qual foi descoberta.

## Descrição

Comparação de tamanho das duas espécies conhecidas de Eonatator, E. sternbergii e E. coellensis

Eonatator era um pequeno mosassauro, com o espécime-tipo de Eonatator sternbergii, UPI R 163, medindo aproximadamente 2,6 metros de comprimento. Bardet et al. diagnosticam Eonatator sternbergii da seguinte forma: "Caracteres ambíguos: sutura lateral pré-maxila-maxila terminando posterior ao 9º dente maxilar; cauda cerca de 40% do comprimento da cabeça e do tronco (convergente em mosassauros); vértebra caudal comprimento maior que a largura; menos de quatro vértebras pygais; comprimento do fêmur cerca de duas vezes a largura distal (convergente em Clidastes).Autapomorfias: parietal com mesa triangular lisa estendendo-se muito posteriormente, possuindo forame circular de tamanho médio, localizado a uma distância de duas vezes seu diâmetro do sutura fronto-parietal e circundado anteriormente e posteriormente por duas cristas paralelas; quadrado arredondado com asa timpânica regularmente convexa; fórmula vertebral: sete cervicais, 24 dorsais, quatro pigais, 28 caudais medianas e pelo menos 41 caudais terminais; comprimento do úmero aproximadamente 2,5x largura distal." E. coellensis é diagnosticada por narinas mais retraídas, entre o 7º e o 17º dentes superiores, pré-maxila e maxila com rostro curto anterior aos primeiros dentes; presença de uma septomaxila, um grande pré-frontal que ocupa a maior parte da margem externa da narina, um frontal curto e largo, um forame parietal localizado próximo à sutura fronto-parietal, uma superfície triangular do parietal com duas depressões mediais e 22 vértebras caudais .)
E. coellensis era maior, com seu espécime-tipo, IGM p 881237, medindo 2,8 metros de comprimento e pesando 50 kg.. Este espécime tinha um crânio de 41,5 cm de comprimento e não tinha cauda completa. Ainda assim, é notável por apresentar restos de tecidos moles na região da orelha, pescoço, região torácica e abdominal. Sob as vértebras pygal e a décima sétima vértebra dorsal há uma série de 20 pequenos centros de vértebras e um osso achatado, que juntos medem 25 cm de comprimento. Possui características dos mosassauróides, com três vértebras com arcos hemais e centros procélicos, que sugerem a possibilidade de esses pequenos ossos pertencerem a um embrião desta espécie, embora a falta de fósseis diagnósticos como o crânio ou os dentes impeça uma identificação completa. Em qualquer caso, será consequente ao ovoviviparismo relatado anteriormente em mosassauróides como o Carsosaurus.